# Probudjennea, Kuibîșeve
Probudjennea (în ucraineană Пробудження, în germană Kaiserdorf) este un sat în comuna Mareanivka din raionul Kuibîșeve, regiunea Zaporijjea, Ucraina. Satul a fost locuit de germanii pontici.  

## Demografie
Componența lingvistică a localității Probudjennea
     Ucraineană (82,11%)
     Rusă (17,89%)
Conform recensământului din 2001, majoritatea populației localității Probudjennea era vorbitoare de ucraineană (82,11%), existând în minoritate și vorbitori de rusă (17,89%).